# Aeropuerto de Olanchito
El Aeropuerto de Olanchito (IATA: OAN, OACI: MHEA), también conocido como el Aeropuerto de El Arrayán, es un aeródromo que sirve a la ciudad de Olanchito en el Departamento de Yoro en Honduras.
La pista de aterrizaje está ubicada justo al norte de la ciudad, y tiene doble uso como una calle local. Hacia el noroeste y este del aeródromo el terreno es elevado.
El VOR-DME de El Bonito (Ident: BTO) está ubicado a 40,2 kilómetros al noroeste del aeródromo. La BND de La Ceiba (Ident: LCE) está ubicada a 42,6 kilómetros al noroeste del aeródromo.